# ヴォルフ・エンドレ
ヴォルフ・エンドレ（Wolf Endre, 1913年11月6日 - 2011年3月29日）は、ハンガリー出身のヴァイオリン奏者。

## 経歴
1913年、ブダペスト生まれ。4歳からヴァイオリンを始め、フランツ・リスト音楽院でイェネー・フバイとレオ・ヴェイネルの薫陶を受けた。
1936年にスウェーデンのエーテボリ交響楽団にコンサートマスターとして招聘され、1946年までその任に当たったが、その頃からソリストとしても活動をするようになった。
教育者としては、1954年から1964年までイギリスのマンチェスター音楽院で教鞭をとり、1959年から1998年までスウェーデン放送の創設した音楽学校の主任教授となった。1968年から1983年までコペンハーゲン音楽院でも教え、1973年にはスウェーデン王立音楽アカデミーの会員となった。
2011年マルメにて死去。